# Ziggy Stardust (single)
Ziggy Stardust is een nummer van de Britse muzikant David Bowie, uitgebracht in 1972 op zijn album The Rise and Fall of Ziggy Stardust and the Spiders from Mars. Het nummer vertelt het verhaal van Ziggy Stardust, frontman en gitarist van de fictieve band The Spiders from Mars. De naam "Stardust" werd geïnspireerd door Norman Carl Odam, de Legendary Stardust Cowboy. Het lied staat op nummer 277 in The 500 Greatest Songs of All Time van het magazine Rolling Stone.
De originele demo-opname van het nummer, gemaakt in februari 1971, werd uitgebracht als bonustrack op de heruitgave van het album Ziggy Stardust uit 1990.
Het nummer werd in 1972 uitgebracht als B-kant van de single "The Jean Genie". In 1994 werd een liveversie van het nummer uitgebracht op single, wat verscheen op de bootleg Santa Monica '72, een album dat was opgenomen op 20 oktober 1972 in het Santa Monica Civic Auditorium in Santa Monica, Californië. Deze single bereikte de 76e plaats in Engeland. Daarnaast werd het nummer in oktober 1982 uitgebracht op single door de Britse gothicband Bauhaus, wat een aanzienlijk betere vijftiende plaats opleverde. Ook Def Leppard nam het nummer op en bracht deze uit op de B-kant van de single "Slang" uit 1996.

## Tracklist
Deze tracklist bevat de nummers die verschenen op de livesingle uit 1994. Alle nummers werden opgenomen tijden hetzelfde concert.
1. "Ziggy Stardust" (live) - 3:24
2. "I'm Waiting for the Man" (live) - 6:01
3. "The Jean Genie" (live) - 4:02

## Muzikanten
- David Bowie: zang
- Mick Ronson: gitaar
- Trevor Bolder: basgitaar
- Mick Woodmansey: drums

## NPO Radio 2 Top 2000
| Nummer met noteringen in de NPO Radio 2 Top 2000 | '99 | '00-'01 | '02 | '03 | '04 | '05 | '06 | '07 | '08 | '09 | '10 | '11 | '12 | '13 | '14 | '15 | '16 | '17 | '18  | '19 | '20  | '21  | '22  | '23  | '24 |
| ------------------------------------------------ | --- | ------- | --- | --- | --- | --- | --- | --- | --- | --- | --- | --- | --- | --- | --- | --- | --- | --- | ---- | --- | ---- | ---- | ---- | ---- | --- |
| Ziggy Stardust                                   | 514 | -       | 469 | 521 | 522 | 819 | 811 | 828 | 715 | 591 | 745 | 720 | 850 | 639 | 573 | 781 | 462 | 743 | 1005 | 985 | 1163 | 1277 | 1484 | 1479 | 907 |

1. ↑  Een '-' betekent dat het nummer niet was genoteerd en een vetgedrukt getal geeft de hoogste notering aan.